# 정운택
정운택(鄭雲宅, 1975년 7월 5일 ~ )은 대한민국의 선교사이다. 본관은 광주(光州)이다.

## 생애
- 광주 정씨(光州 鄭氏) 동백공종(東伯公宗) 선무랑공파(宣務郞公派) 연문(연門) 재선가(載璇家) 23세손이며, 후술할 족보명이 영(永)자 항렬을 쓴다.[6]
- 족보명은 정영택(鄭永宅)이며, 본명인 정운택(鄭雲宅)은 자(字)라고 기재되어 있다.[7]
- 서울특별시 출생이다.

- '2001년' 곽경택 감독의 영화 《친구》의 조연 이후 본격적으로 활동하였고, 《두사부일체》 등에서도 활약했다.

## 출연작

### 영화
- 2017년 《지렁이》마지막
- 2015년 《약장수》 - 영재 아들 역 마지막
- 2013년 《슈퍼맨 강보상》 - 염재희 역 마지막
- 2008년 《유감스러운 도시》 - 문동식 역
- 2008년 《4요일》 - 강준희 역
- 2006년 《플러쉬》 - 스파이크 더빙 목소리 역
- 2005년 《투사부일체》 - 대가리 역
- 2002년 《보스 상륙 작전》 - 태훈 역
- 2002년 《뚫어야 산다》 - 쌍칼 역
- '2001년' 《두사부일체》 - 대가리 역
- '2001년' 《친구》 - 김중호 역

### TV 드라마
- 2016년 KBS1 다문화 특집 드라마 《반짝반짝 작은 별》 - 윤수 역 마지막
- 2011년 KBS2 월화 미니시리즈 《포세이돈》 - 이충식 역 마지막
- 2008년 SBS 드라마 스페셜 《스타의 연인》 - 전병준 역
- 2008년 SBS 창사특집극 《압록강은 흐른다》 - 원식 역
- 2007년 SBS 대기획 《로비스트》 - 호텔 벨보이 역
- '2001년' KBS2 주말드라마 《아버지처럼 살기 싫었어》
- '1999년' MBC 일일시트콤 《남자 셋 여자 셋》

### 연극
- '1994년 1월' 아시아 대한민국 대구직할시로 돌아온뒤 아시아 대한민국 안동시 연극배우 첫 데뷔이전 하여 자리 옭기고 첫 데뷔하였다.
- 아시아 대한민국 서울특별시《베니스의 상인》

## 에피소드와 해프닝
- 2006년 9월 1일 채널CGV에서 방송된 '정경순의 영화잡담'에 출연해 광주 정씨(光州 鄭氏)로 배우 선배인 정보석이 자신의 조카뻘이라고 인터뷰 한 적이 있다.

## 논란 관련 사태
- 2011년 정운택은 식당 옆자리에 앉아 있던 사람한테 귀뺨을 때리며 입건됐으나 무혐의로 풀려났다.

- 2년 뒤인 2013년에는 운전 도중 무단횡단을 하던 시민과 시비가 붙었는데, 당시 지난날 음주운전으로 인하여 면허 취소된 상태에서 운전한 사실이 뒤늦게 알려지면서 비난을 받았다.

- 또 2년 뒤 2015년에는 대리기사 류 모를 서울 논현동 길거리에서 구둣발로 차는 등 폭행하여 100만원 벌금형 처분을 받았다.

- 이후 2016년 악극 아시아 대한민국 서울특별시 《불효자는 웁니다》시즌2로 마지막 복귀했고 이후 16년 연하 신인 배우 김민채와 2017년 8월 결혼할 예정이었지만, 6월 파혼했다.

## 수상
- 2002년 제38회 《백상예술대상》 영화부문 남자 신인연기상 - 친구